# Dębnica (gromada)
Dębnica – dawna gromada, czyli najmniejsza jednostka podziału terytorialnego Polskiej Rzeczypospolitej Ludowej w latach 1954–1972.
Gromady, z gromadzkimi radami narodowymi (GRN) jako organami władzy najniższego stopnia na wsi, funkcjonowały od reformy reorganizującej administrację wiejską przeprowadzonej jesienią 1954 do momentu ich zniesienia z dniem 1 stycznia 1973, tym samym wypierając organizację gminną w latach 1954–1972.
Gromadę Dębnica z siedzibą GRN w Dębnicy utworzono – jako jedną z 8759 gromad na obszarze Polski – w powiecie gnieźnieńskim w woj. poznańskim, na mocy uchwały nr 19/54 WRN w Poznaniu z dnia 5 października 1954. W skład jednostki weszły obszary dotychczasowych gromad Bielawy, Dębnica i Działyń (bez parceli włączonych do nowo utworzonej gromady Zdziechowa) ze zniesionej gminy Kłecko oraz obszar dotychczasowej gromady Strychowo bez parceli 56-57 z kart 5 i 3 obrębu Strychowo i bez miejscowości Myślęcin ze zniesionej gminy Łubowo – w tymże powiecie. Dla gromady ustalono 15 członków gromadzkiej rady narodowej.
1 stycznia 1962 z gromady Dębnica wyłączono miejscowość Strychowo, włączając ją do gromady Łubowo w tymże powiecie, po czym gromadę Dębnica zniesiono, a jej (pozostały) obszar włączono do gromady Kłecko w tymże powiecie.